# کیم بالایان
کیم گابریلی بالایان (Կիմ Գաբրիելի Բալայան؛ زادهٔ ۱۵ اکتبر ۱۹۴۷) یک استاد دانشگاه و سیاستمدار اهل ارمنستان است که از تاریخ ۱۹۹۹ تا تاریخ ۲۰۰۳ سمت نمایندگی دوره دوم مجلس ملی جمهوری ارمنستان را برعهده داشت.

## زندگی‌نامه
در ۱۵ اکتبر ۱۹۴۷ در روستای نرکین هوراتاغ به دنیا آمد و از دانشکده حقوق دانشگاه دولتی ایروان فارغ‌التحصیل شد. وی همچنین برنده مدال مخیتار گش شده‌است.